# Carboxydocella thermautotrophica
Carboxydocella thermautotrophica è una specie di batterio appartenente alla famiglia delle Syntrophomonadaceae.